# Lei da Ficha Limpa
A Lei Complementar nº 135 de 2010, mais conhecida como Lei da Ficha Limpa, é uma lei brasileira que foi emendada à Lei Complementar nº 64/1990 (Lei de Inelegibilidades). A lei foi originada de um projeto de lei de iniciativa popular idealizado pelo juiz Márlon Reis, entre outros juristas, que reuniu cerca de 1,6 milhão de assinaturas com o objetivo de aumentar a idoneidade dos candidatos.
A lei proíbe que políticos condenados em decisões colegiadas de segunda instância possam se candidatar, mesmo que ainda exista possibilidade de recursos. Também torna inelegível por oito anos um candidato que tiver o mandato cassado ou renunciar para evitar a cassação.
O projeto que deu origem à lei foi aprovado na Câmara dos Deputados no dia 5 de maio de 2010 e no Senado Federal no dia 19 de maio de 2010 por votação unânime. Foi sancionado pelo Presidente da República, Luiz Inácio Lula da Silva transformando-se na Lei Complementar nº 135, de 4 de junho de 2010.  Em fevereiro de 2012, o Supremo Tribunal Federal (STF) considerou a lei constitucional e válida para as eleições subsequentes.

## Histórico

### Origem

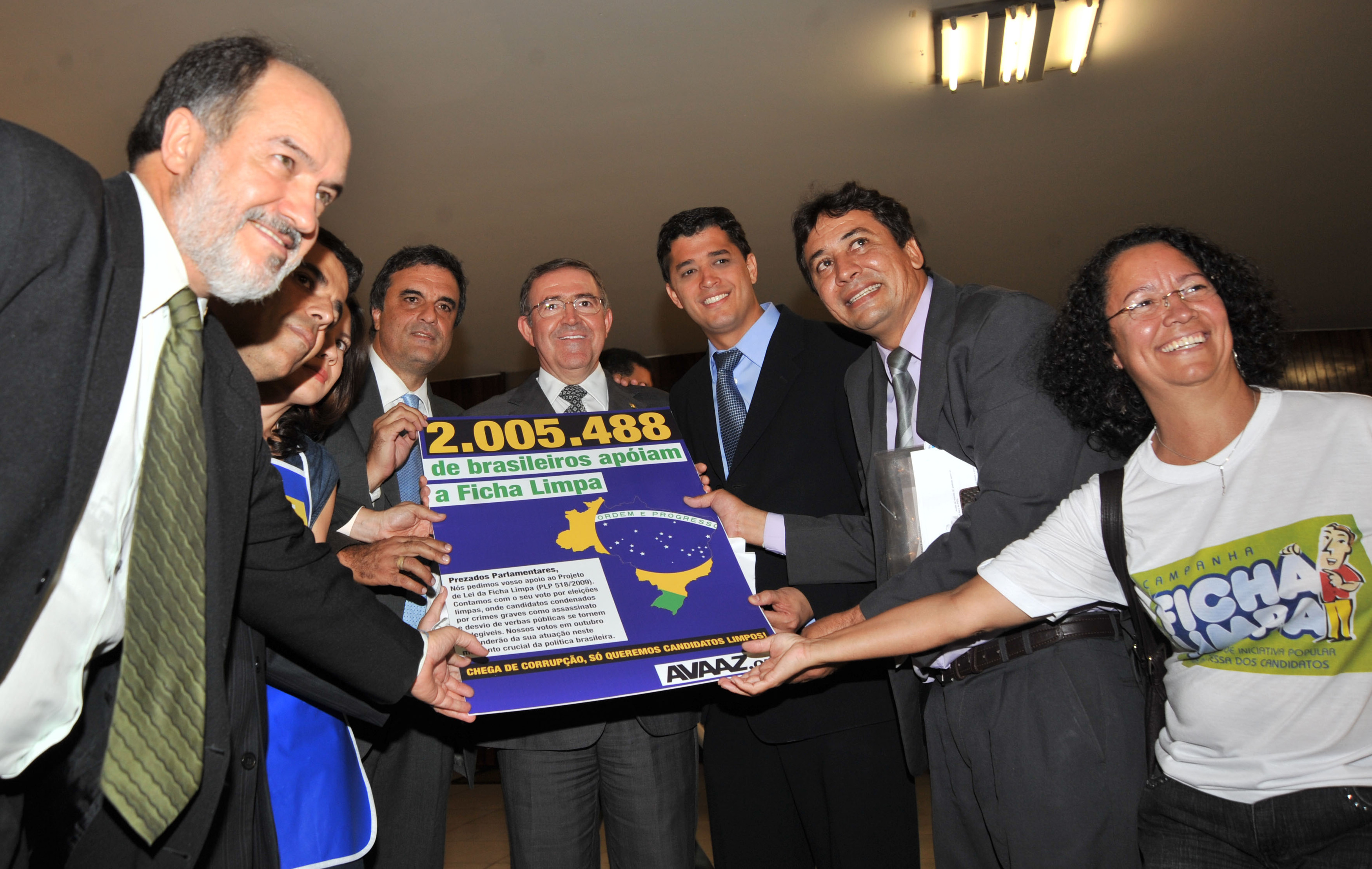
Deputados a favor do projeto de Ficha Limpa mostram carta com assinaturas favoráveis à proposta

A história do Projeto de Lei Popular 518/09 começa com a campanha "Combatendo a corrupção eleitoral", em fevereiro de 1997, pela Comissão Brasileira Justiça e Paz (CBJP), da Conferência Nacional dos Bispos do Brasil (CNBB). Esse Projeto deu continuidade à Campanha da Fraternidade de 1996, da CNBB, cujo tema foi "Fraternidade e Política".

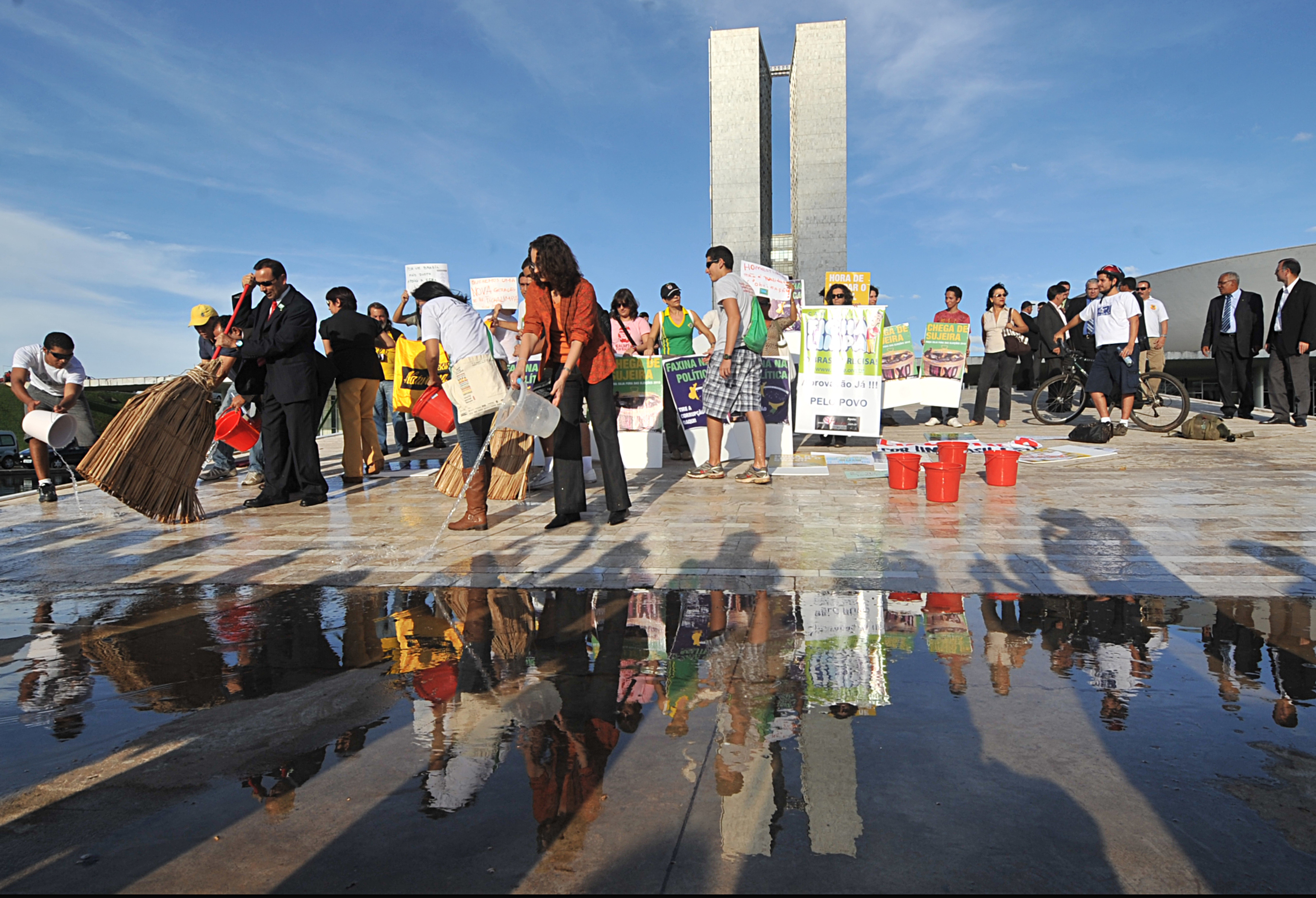
Manifestantes favoráveis à aprovação do projeto Ficha Limpa lavam a rampa do Congresso Nacional para sensibilizar os parlamentares sobre a proposta

Foi entregue ao congresso em 24 de setembro de 2009, com 85 por cento das assinaturas colhidas nas paróquias e dioceses foi aprovada após uma campanha nacional pela sua aprovação, a campanha Ficha Limpa, liderada pelo Movimento de Combate à Corrupção Eleitoral (MCCE). O movimento trabalhou mais de um ano para coletar 1,3 milhão assinaturas (1% do eleitorado nacional) nos 26 estados da federação e no Distrito Federal. A Campanha visou enviar à Câmara dos Deputados um projeto de lei de iniciativa popular. Contou também com mobilização na internet através do Twitter, do Facebook, do Orkut, e do capítulo brasileiro da Avaaz.org, uma rede de ativistas para mobilização global através da Internet.
Em 13 de agosto de 2013 o plenário aprovou, em votação simbólica, Projeto de Resolução do Senado (PRS) 5/2012, que determina a aplicação dos critérios de inelegibilidade da Lei da Ficha Limpa para o preenchimento de cargos comissionados na Casa. Assim, para que sejam contratadas nos gabinetes dos senadores, nas lideranças partidárias e na Mesa da Casa, as pessoas deverão ter "ficha limpa".

### Lula
Em 31 de agosto de 2018, os ministros do Tribunal Superior Eleitoral (TSE) decidiram por 6 votos a 1, em julgamento concluído na madrugada do dia seguinte, pela rejeição do pedido de registro de candidatura do ex-presidente Luiz Inácio Lula da Silva (PT) à Presidência da República baseando-se na aplicação da Lei da Ficha Limpa. Na sessão, os ministros acolheram a impugnação do Ministério Público, que apontou a inelegibilidade de Lula com base na Lei da Ficha Limpa, em razão da condenação confirmada e majorada em segunda instância por corrupção e lavagem de dinheiro. A lei proíbe candidaturas de políticos condenados em órgão colegiado da Justiça. Com a decisão, Lula ficou inelegível por oito anos após o cumprimento da pena de 12 anos e 1 mês, ficou proibido de aparecer no programa eleitoral para a eleição presidencial veiculado no rádio e na televisão a partir do dia primeiro de setembro, até que o PT fizesse a substituição por outro candidato. Em 8 de março de 2021, o ministro do Supremo Tribunal Federal, Edson Fachin, anulou todas as condenações contra o ex-presidente Lula em relação à operação Lava Jato, feitas pela Justiça Federal do Paraná, vinculada ao Tribunal Regional Federal da Quarta Região. Com esta decisão, o político não está mais inelegível. Agora, os processos judiciais contra o ex-presidente estarão na Justiça Federal do Distrito Federal, vinculada ao Tribunal Regional Federal da Primeira Região. Em 15 de abril, o plenário do Supremo Tribunal Federal, em sua maioria, anulou as condenações do ex-presidente feitas pelo então juiz Sérgio Moro no âmbito da Lava Jato.

## Avaliação jurídica

### Superior Tribunal Eleitoral
O primeiro grande desafio ou teste de validade jurídica da Lei da Ficha Limpa para as eleições ocorreu no Tribunal Superior Eleitoral, sob o comando do Ministro Ricardo Lewandowski, nas Eleições Gerais de 2010. Por seis votos a um, vencido o Ministro Marco Aurélio, o TSE aplicou a lei nas Eleições. Lewandowski tomou a frente na defesa da Lei da Ficha Limpa e usou o poder de presidente do TSE para visitar todos os Tribunais Regionais Eleitorais do país para pedir a aplicação da lei.
Em visita ao TRE do Ceará, em 29 de julho de 2010, o então Presidente do Tribunal Superior Eleitoral afirmou que
| “ | O TSE orienta todos os TREs que adotem a Ficha Limpa já este ano. Essa é a orientação do TSE, porque nós afastamos o artigo 16 da Constituição que trata do princípio da anualidade, que é aquele dispositivo que diz que toda lei que implique alteração no processo eleitoral só entra em vigor um ano depois. Mas nós dissemos que isso não se aplica porque não houve uma alteração no processo eleitoral | ” |

Essa orientação foi fundamental para que os Tribunais Regionais Eleitorais e juízes de todo Brasil estivessem seguros com a orientação do TSE e aplicasse a Lei da Ficha Limpa nas eleições.
| “ | Ao aprovar a Lei da Ficha Limpa, o legislador buscou proteger a probidade administrativa, a moralidade para o exercício do mandato e a normalidade e legitimidade das eleições. Quando estabeleceu novas hipóteses de inelegibilidade, a Lei Complementar 135/10 apenas cumpriu comando previsto na Constituição, que fixou a obrigação de considerar a vida pregressa dos candidatos para que se permita ou não a sua candidatura | ” |

Essas são algumas das observações do presidente do Tribunal Superior Eleitoral e ministro do Supremo Tribunal Federal, Ricardo Lewandowski, em seu voto de 36 páginas, nas quais defende que a Lei da Ficha Limpa se aplica já para as eleições de 2010 e deve surtir efeitos sobre candidatos condenados ou que renunciaram para escapar da cassação, mesmo antes de as novas regras entrarem em vigor.
Para Lewandowski, a Lei da Ficha Limpa coloca "filtro" na política brasileira

### Supremo Tribunal Federal
Após a decisão do TSE que confirmou a validade para as Eleições de 2010, por conta de críticas feitas por integrantes do Supremo Tribunal Federal contrários à aplicação da lei, como o Ministro Gilmar Mendes e Marco Aurélio, vários candidatos barrados pela lei da Ficha Limpa entraram na justiça, rumo ao Supremo, para terem o direito de se candidatar alegando que lei seria inconstitucional ou que ela não poderia valer para aquele ano já que o artigo dezesseis da Constituição Federal dispõe que a lei que altera o processo eleitoral não se aplica à eleição que ocorrer até um ano da data de sua vigência.
Os que estavam a favor da aplicação da lei naquele mesmo ano alegaram, entre outros motivos, que a lei não alteraria o processo eleitoral, mas apenas as regras para inscrição dos candidatos.
No dia 22 de setembro, a menos de um mês das eleições, os ministros do Supremo Tribunal Federal (STF) começaram o julgamento do caso de Joaquim Roriz, ex-senador que renunciou ao seu mandato em 2007 para escapar de um processo por quebra de decoro parlamentar. Por isso, Roriz, que tentava disputar o governo do Distrito Federal pela quarta vez, teve seu registro impugnado por tribunais inferiores. O resultado deste julgamento seria importante pois iria definir todos os outros casos naquela eleição.
Após o ministro Carlos Ayres Britto, relator do caso, ter votado a favor da lei da Ficha Limpa ser aplicada a Roriz, o presidente Cezar Peluso interrompeu o processo para questionar um fato que não foi suscitado, a possível inconstitucionalidade formal da lei. Isso causou surpresa nos outros magistrados e, após um impasse, o ministro Dias Toffoli pediu vista do recurso.
O julgamento foi retomado já no dia seguinte, 23. E o resultado da votação dos magistrados ficou empatado com cinco ministros votando a favor e cinco contra:
- A favor: Carlos Ayres Britto, Carmem Lúcia, Joaquim Barbosa, Ricardo Lewandowski, Ellen Gracie Northfleet.[19]
- Contra: Gilmar Mendes, Dias Toffoli, Marco Aurélio Mello, Celso de Mello, Cezar Peluso.[19]

#### Impasse
O STF contava no momento do julgamento com apenas dez ministros, pois o Ministro Eros Roberto Grau aposentou-se voluntariamente em 2 de agosto de 2010 e o cargo ainda não havia sido preenchido.
Estando o pleno do tribunal com um número par de ministros e tendo a votação empatado em 5 a 5, surgiu a dúvida de qual resultado declarar. Depois de intensa argumentação dos ministros, Cezar Peluso, o presidente do STF, optou por suspender o julgamento sem a proclamação do resultado. Não foi dada pelo pleno do tribunal uma previsão para a retomada do julgamento, mas, segundo matéria do O Globo, a "expectativa é de que os ministros voltem à questão na próxima quarta-feira, a quatro dias da eleição". Ainda segundo essa reportagem, nota-se que as possíveis soluções para o julgamento estão alinhadas ao próprio voto de cada ministro:
- Ricardo Lewandowski, Carmen Lúcia, Joaquim Barbosa, Ellen Gracie e Carlos Ayres Britto (relator do caso) propõem que seja mantida a decisão do TSE, ou seja, que se aplique a Lei Ficha Limpa já neste ano;
- Antônio Dias Toffoli, Gilmar Mendes e Marco Aurélio sugerem que o tribunal aguarde a nomeação de um novo ministro, para que então o tribunal decida usando o voto do recém-nomeado como voto de minerva; ou então que tal voto seja dado pelo presidente do Supremo.

Quanto a esta última hipótese, o presidente Cezar Peluso, apesar de ter integrado um dos cinco votos contra a aplicabilidade da lei, rechaça-a argumentando não ter "vocação para déspota".

#### Decisão
O STF decidiu que a lei Ficha Limpa vale para as eleições deste ano e se aplica a casos de renúncia de políticos a mandato eletivo para escapar de processo de cassação, mesmo nas situações ocorridas antes da vigência da lei.  O julgamento, desta vez decidindo sobre o caso concreto do deputado federal Jader Barbalho, terminou novamente em empate. Ricardo Lewandowski, Cármen Lúcia, Ellen Gracie, Joaquim Barbosa e Ayres Britto voltaram a se manifestar pela aplicação imediata da lei. Foram contra Marco Aurélio, Dias Toffoli, Gilmar Mendes, Celso de Mello e Cezar Peluso. Como critério de desempate, por 7 votos a 3, foi decido que usariam o artigo 205 do regimento interno do STF que diz que "havendo votado todos os ministros, salvo os impedidos ou licenciados por período remanescente superior a três meses, prevalecerá o ato impugnado", valendo assim a decisão do TSE pela aplicabilidade nas Eleições de 2010.

#### Revés
No dia 23 de março de 2011, a validade da lei nas eleições 2010 foi derrubada por 6 votos a 5 no Supremo Tribunal Federal. O voto do ministro Luiz Fux — que havia chegado à corte há um mês, após a aposentadoria de Eros Grau — decidiu pela invalidade da lei. A Constituição a esse respeito diz textualmente que qualquer lei que altere o processo eleitoral — e esse é o caso — não valerá para as eleições até um ano da data de sua vigência.
A decisão da não-aplicação da lei beneficiou diretamente vários candidatos cuja elegibilidade havia sido barrada por causa de processos na Justiça, como Jader Barbalho, Joaquim Roriz e João Capiberibe. A Lei da Ficha Limpa passa a valer apenas a partir das eleições municipais de 2012, e será de fato aplicada apenas se passar em uma nova votação para decidir sobre sua constitucionalidade.
Apesar do fundamento constitucional para a aplicação da lei, houve protestos por parte da sociedade e de alguns políticos, como as senadoras Marinor Brito e Heloísa Helena e o senador Pedro Simon, que lembrou da mobilização popular e das entidades da sociedade civil para a construção da democracia no Brasil, e que a Lei da Ficha Limpa foi de iniciativa popular e contou com mais de 1,6 milhões de assinaturas.
| “ | Estou com a impressão de que o Supremo matou a Lei da Ficha Limpa. | ” |

### Constitucionalidade
A Ordem dos Advogados do Brasil (OAB) entrou com uma Ação Declaratória de Constitucionalidade da lei, com previsão para ser julgada no segundo semestre de 2011. O julgamento ficou suspenso desde o início do mês de novembro até o dia 28 devido a um pedido de vista do ministro do Supremo Tribunal Federal Joaquim Barbosa. Esse disse na ocasião que fez este pedido para evitar um novo empate, e que só liberaria novamente quando o plenário estivesse completo.
Além da validade (a partir de quando ela se aplicaria) da lei, estava em discussão no Supremo a própria constitucionalidade da norma. Essa discussão foi iniciada por uma ação impetrada pela OAB que tenta fazer com que não haja mais dúvidas sobre a constitucionalidade da lei.
Depois disso mais duas ações foram ingressadas sobre o tema, sendo que atualmente as ações em andamento são:
- ADC 30,[36] proposta pelo Conselho Federal da Ordem dos Advogados do Brasil (CFOAB);
- ADC 29,[37] proposta pelo Partido Popular Socialista;
- ADI 4578,[38] proposta pela Confederação Nacional das Profissões Liberais (CNPL).

As três ações foram julgadas de forma conjunta. A sessão plenária do dia 15 de fevereiro de 2012 (quarta-feira) foi encerrada, suspendendo o julgamento, com previsão de retomada no dia 16 de fevereiro de 2012 (quinta-feira).
Manifestaram-se as partes envolvidas da seguinte forma:
- o advogado-geral da União, Luís Inácio Adams, o procurador-geral da República, Roberto Gurgel, o presidente nacional da Ordem dos Advogados do Brasil, Ophir Cavalcante, e o Partido Popular Socialista, pela constitucionalidade da lei; defenderam, também, sua aplicabilidade a fatos ocorridos antes de 2012, quando haverá o registro de candidatos às próximas eleições municipais;
- a Confederação Nacional das Profissões Liberais insurge-se contra o disposto na alínea "m", inciso I, artigo 1º, da LC 64/90, com a redação dada pela LC 135/2010, segundo a qual são inelegíveis "os que forem excluídos do exercício da profissão, por decisão sancionatória do órgão profissional competente, em decorrência de infração ético-profissional, pelo prazo de 8 (oito) anos, salvo se o ato houver sido anulado ou suspenso pelo Poder Judiciário".

#### Resultado
No dia 16 de fevereiro de 2012, o Supremo Tribunal Federal decidiu que a lei da "Ficha Limpa" não desrespeitava a Constituição brasileira e que, portanto, é válida para as eleições de 2012 e para os próximos pleitos eleitorais que estão por vir.
Dos ministros do STF, sete votaram a favor da lei e quatro foram contrários. Os votos favoráveis basearam-se no "princípio da moralidade", que consta no parágrafo nono do artigo 14 da Constituição Federal do Brasil e diz que "lei complementar estabelecerá casos de inelegibilidade a fim de proteger a probidade administrativa, a moralidade para o exercício do mandato, considerada a vida pregressa do candidato".
Os quatro votos contrários foram argumentados com base no chamado princípio de presunção da inocência, previsto no inciso 57 do artigo 5º (cláusula pétrea) da Constituição do Brasil, que diz que ninguém será considerado culpado até o trânsito em julgado de sentença penal condenatória. Como a Lei da Ficha Limpa diz que quem for condenado por órgão colegiado, mesmo que ainda haja possibilidade de recursos, irá se tornar inelegível, os ministros contrários à constitucionalidade da lei julgaram esse trecho da legislação como inconstitucional. No entanto, o ministro Ricardo Lewandowski afirmou que a presunção da inocência é válida para casos penais, não sendo ampla o suficiente para atingir o texto da Ficha Limpa.
Os ministros Carlos Ayres Britto e Rosa Weber, durante a argumentação do seus votos favoráveis à lei, afirmaram:
| “ | O homem público, ou que pretende ser público, não se encontra no mesmo patamar de obrigações do cidadão comum no trato da coisa pública. O representante do povo, o detentor de mandato eletivo, subordina-se à moralidade, à probidade, à honestidade e à boa-fé, exigências do ordenamento jurídico e que compõem um mínimo ético, condensado pela lei da Ficha Limpa, através de hipóteses concretas e objetivas de inelegibilidade. | ” |

| “ | A corrupção é o cupim da República, nossa tradição é péssima em matéria de respeito ao erário. (...) O direito que tem o eleitor de escolher candidatos de vida biográfica de isenta de um passivo penal avultado é direito fundamental. A trajetória de vida do candidato não pode estar imersa em ambiência de nebulosidade no plano ético. | ” |

## Críticas
A lei prevê a inegibilidade de candidatos que tenham sido julgados culpados por tribunais de conta, entidades de classe entre outras, sem que, no entanto, a condenação ter sido transitada em julgado. Com isso, argue-se que a lei vai de encontro com o inciso LVII do artigo 5º da Constitução brasileira, o inciso que diz respeito a presunção de inocência. E além disso, como esses tribunais e entidades não detém a última palavra na justiça brasileira, o ministro Gilmar Mendes e o colunista Reinaldo Azevedo acreditam que uma condenação viciada barraria candidatos que não seriam necessariamente condenados na justiça. Assim poderia criar-se diversos tribunais com amplo poder de decisão fora da estrutura jurídica. Por exemplo, tribunais de contas que podem não aprovar a conta de prefeitos, que ficariam assim inelegíveis. Como a nomeação de juízes dos tribunais de conta é feita pelos governadores estaduais, teme-se o uso político dos tribunais de conta estaduais, tornando inelegíveis prefeitos opositores ao governo estadual. Além disso, teme-se que a legislação fira o princípio de "presunção da inocência", tornando inelegíveis pessoas inocentes. Apesar dessas preocupações, a Lei da Ficha Limpa, ao acrescentar o artigo 26-C, prevê a possibilidade de o condenado por órgão colegiado requerer uma medida cautelar para suspender a inelegibilidade até o julgamento de seu recurso, ou seja, suspender os efeitos da condenação.
| “ | Se o indivíduo tornado inelegível por um colegiado de juízes, em segunda instância, for inocentado depois, no Supremo Tribunal Federal ou no Superior Tribunal de Justiça, sabem o que acontece? Ele recupera seus direitos políticos!!! Ora, e aquela inelegibilidade, então, tornada transitória, que o impediu de se candidatar? Foi ou não foi a aplicação de uma pena a inocente? | ” |

O advogado, jurista e ex-deputado federal José Eduardo Cardozo foi relator da Lei da Ficha Limpa na Câmara dos Deputados e também já criticou a lei. "Tem vários problemas técnicos, é obscura em certas passagens e, infelizmente, alguns aspectos não foram corrigidos pelo Congresso. Esse ativismo judicial me preocupa profundamente porque sou a favor do princípio da presunção da inocência", disse Cardozo.

## Legado e leis derivadas
Em Novo Hamburgo foi proposta uma lei para proibir que pessoas condenadas, entre outros, por crimes contra a fé pública e a economia popular possam ser nomeados para cargos do Executivo e da Administração do município. A cidade já possuía uma lei parecida para o Legislativo.
Em Ijuí, no Rio Grande do Sul, em 5 de março de 2012 foi sancionada a Lei da Ficha Limpa Municipal (Lei nº 5.586) pelo Presidente da Câmara de Vereadores disciplinando nomeações para cargos em comissão e funções gratificadas no âmbito dos órgãos do poder executivo e legislativo.
Em 2012 inúmeros estados e municípios brasileiros estão adequando suas legislações para implantação da Ficha Limpa.

## Número de candidatos barrados
Para esta lista são considerados o número de candidatos divulgados pelo senado na ficha limpa antes das eleições.
| Posição | Estado              | Região       | 2016 | 2014 | 2012   | 2010 |
| ------- | ------------------- | ------------ | ---- | ---- | ------ | ---- |
|         | Brasil              |              |      | 255  | (1340) | 136  |
| 1       | São Paulo           | Sudeste      |      | 68   | 337    | (?)  |
| 2       | Ceará               | Nordeste     |      | 10   | 189    | (?)  |
| 3       | Minas Gerais        | Sudeste      |      | 13   | 153    | 16   |
| 4       | Pernambuco          | Nordeste     |      | 5    | 85     | 3    |
| 5       | Rio de Janeiro      | Sudeste      |      | 18   | 64     | 10   |
| 5       | Paraná              | Sul          |      | 8    | (64)   | 3    |
| 6       | Pará                | Norte        |      | 20   | 45     | 4    |
| 7       | Paraíba             | Nordeste     |      | 6    | 43     | 10   |
| 8       | Tocantins           | Norte        |      | 3    | 41     | 1    |
| 9       | Santa Catarina      | Sul          |      | 5    | 38     | 3    |
| 10      | Mato Grosso         | Centro-Oeste |      | 9    | 35     | 5    |
| 11      | Piauí               | Nordeste     |      | 1    | (31)   | 2    |
| 11      | Bahia               | Nordeste     |      | 5    | (31)   | (?)  |
| 12      | Maranhão            | Nordeste     |      | 11   | 28     | (?)  |
| 13      | Rio Grande do Sul   | Sul          |      | 3    | 25     | 5    |
| 13      | Sergipe             | Nordeste     |      | 6    | 25     | (?)  |
| 14      | Rio Grande do Norte | Nordeste     |      | 5    | 23     | (?)  |
| 15      | Amazonas            | Norte        |      | 5    | 19     | (?)  |
| 16      | Mato Grosso do Sul  | Centro-Oeste |      | 3    | 13     | 3    |
| 16      | Rondônia            | Norte        |      | 5    | 13     | (?)  |
| 17      | Goiás               | Centro-Oeste |      | 10   | (10)   | (?)  |
| 18      | Alagoas             | Nordeste     |      | -    | 7      | 5    |
| 18      | Amapá               | Norte        |      | 2    | 7      | 1    |
| 18      | Distrito Federal    | Centro-Oeste |      | 7    | (7)    | 1    |
| 19      | Espírito Santo      | Sudeste      |      | 11   | 5      | 6    |
| 20      | Acre                | Norte        |      | 5    | 2      | 9    |
| 20      | Roraima             | Norte        |      | 11   | N/I    | (?)  |

Observações desta tabela:
- Os dados referem-se a quantitativos acumulados até outubro/2012;
- "N/I" significa que o Tribunal Regional Eleitoral a que o estado é jurisdicionado não informou a relação dos barrados pela Lei da Ficha Limpa no estado.